# Villanueva de los Infantes (Valladolid)
Villanueva de los Infantes ist ein Ort und eine Gemeinde mit nur noch 112 Einwohnern (Stand: 2024) im Osten der Provinz Valladolid in der Region Kastilien-León in Spanien. 

## Lage
Villanueva de los Infantes liegt in der Iberischen Meseta am Río Esgueva gut 13 Kilometer (Fahrtstrecke) ostnordöstlich vom Stadtzentrum von Valladolid in einer Höhe von ca. 725 m. Das Klima im Winter ist kalt, im Sommer dagegen warm bis heiß; der spärliche Regen (ca. 509 mm/Jahr) fällt übers Jahr verteilt.

## Bevölkerungsentwicklung
| Jahr      | 1970 | 1981 | 1991 | 2001 | 2011 | 2021 |
| --------- | ---- | ---- | ---- | ---- | ---- | ---- |
| Einwohner | 224  | 153  | 161  | 144  | 123  | 105  |

## Sehenswürdigkeiten
- Marienkirche (Iglesia de Santa María la Mayor)

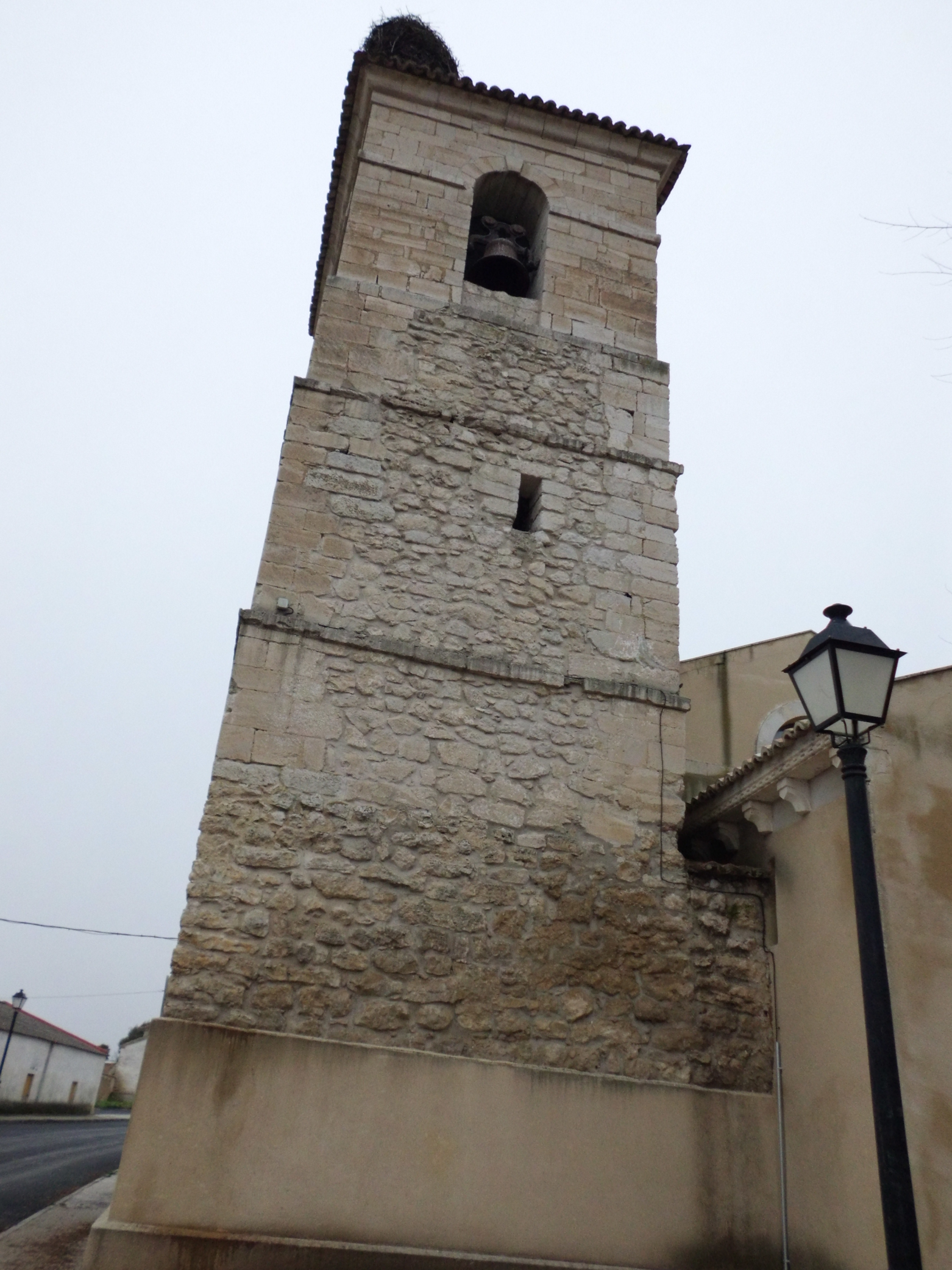
Marienkirche
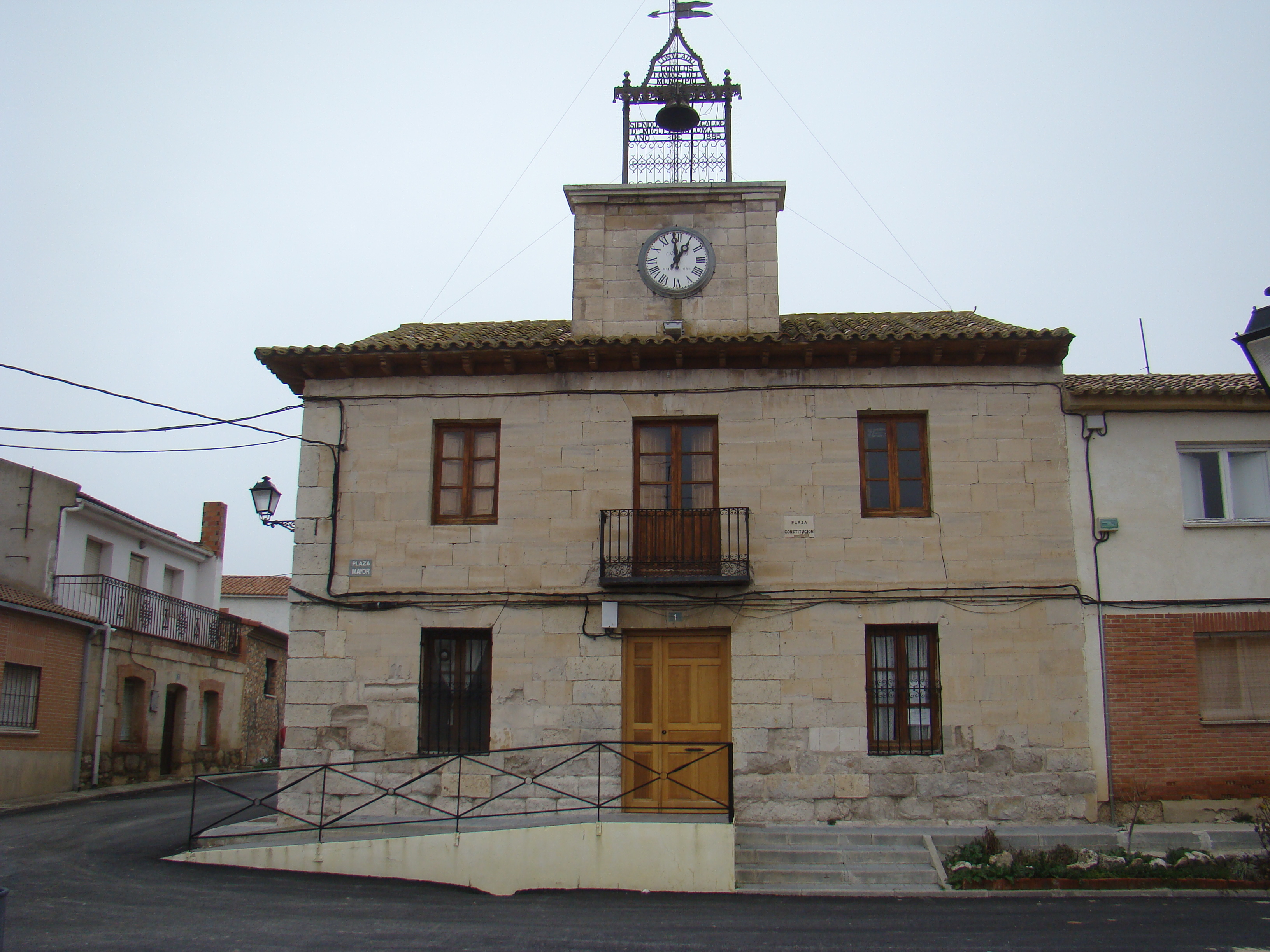
Rathaus

## Persönlichkeiten
- Aurora Bautista (1925–2012), Schauspielerin